# میکائیل فایه
میکائیل فایه (انگلیسی: Mikayil Faye؛ زادهٔ ۱۴ ژوئیهٔ ۲۰۰۴) بازیکن فوتبال اهل سنگال است که در پست مدافع وسط برای رن در لیگ 1 فغانسه بازی می‌کند.
وی همچنین در تیم‌های ملی فوتبال زیر ۱۷ سال سنگال و تیم ملی فوتبال زیر ۲۰ سال سنگال بازی کرده‌است.
روکه در مارس ۲۰۱۷ توسط مالیک داف، سرمربی وقت تیم ملی زیر ۱۷ سال سنگال، به اردوی تیم ملی دعوت شد و نخستین بازی ملی خود را مقابل تیم ملی آمریکا انجام داد.